# 愛美高中國
愛美高中國集團有限公司（Evergo China Holdings Limited，除牌當時為0631.HK），曾在香港交易所上市的香港地產公司，也是華人置業旗下公司，1996年被分拆於香港交易所上市。
主要業務是經營國內物業和房地產開發的。然而，在2001年11月被母公司私有化通過後，已撤銷上市。由於股份過分低殘，故此是首位退出香港股市的國內房地產公司，而相信是與恆基地產把恒基中國集團私有化差不多。

## 外部連結
- 華人置業集團有限公司 （页面存档备份，存于）
- 華置私有愛美高中國[]